# Adolphe Oppenheim
Adolphe Amshel Moses Oppenheim (Frankfurt am Main, 20 juni 1793 - Brussel, 7 oktober 1870) was een Belgisch bankier.

## Biografie

### Familie
Adolphe Oppenheim was een broer van bankier en politicus Joseph Oppenheim die later met zijn dochter trouwde.
Hij verhuisde in 1809 naar Brussel vanwege een verordening die slechts twaalf joodse huwelijken per jaar in Frankfurt toeliet en stelde dat het aantal joden niet meer dan 500 op 32.000 inwoners mocht bedragen. Dit betekende dat bij elke geboorte een volwassene moest emigreren. Hij begon zijn loopbaan bij koopman Salomon Neustadt, die vennoot was in een handelshuis met de Oppenheims van Frankfurt.
Oppenheim trouwde in 1817 in Brussel met zijn nicht Sophie Emden (1798-1868). Vanaf dan voegde hij Emden toe aan zijn naam. Ze kregen een zoon, Jacques, die op jonge leeftijd overleed, en drie dochters.
- Eugénie Oppenheim (1818-1900), trouwde in 1835 in Brussel met haar oom Joseph Oppenheim (1810-1884). Ze kregen een zoon en een dochter, met afstammelingen tot heden.
- Cornélie Oppenheim (1820-1892), trouwde in 1836 in Brussel met haar oom Simon Emden (1809-1883), bankier. Ze kregen twee dochters, met afstammelingen tot heden.
- Clémentine Oppenheim (1822-1899), trouwde in 1839 in Brussel met baron Adolphe de Reinach (1814-1879), bankier, diplomaat en consul in Frankfurt. Ze kregen drie zoons, met afstammelingen tot heden.

### Loopbaan
Oppenheim was aanvankelijk commissaris van openbare fondsen, maar richtte in 1815 de Banque Oppenheim-Emden op. Hij was ook een van de oprichters van de Banque de Belgique, waar hij van 1835 tot 1870 penningmeester en commissaris was. Verder was hij
- lid van het discontocomité van de Nationale Bank van België (1852-1870),
- bestuurder van Fabrique de fer d'Ougrée,
- bestuurder van Fabrique belge de laines peignées,
- bestuurder van Compagnie du chemin de fer d'Anvers à Gand,
- bestuurder van Papeteries belges,
- bestuurder van Meline, Cans et Compagnie,
- bestuurder van Mines de Bleyberg.

Hij was voorzitter en penningmeester van de Brusselse Israëlitische Gemeenschap van 1817 tot 1819 en voorzitter van het Centraal Israëlitisch Consistorie van België van de oprichting ervan in 1832 tot 1834.